# Hybomitra castaneocallosa
Hybomitra castaneocallosa är en tvåvingeart som beskrevs av Olsufjev 1967. Hybomitra castaneocallosa ingår i släktet Hybomitra och familjen bromsar. Inga underarter finns listade i Catalogue of Life.